# محمد عبادي
محمد بن عبد السلام عبادي (1949 الحسيمة) من مؤسسي جماعة العدل والإحسان، يتولى منصب الأمين العام للجماعة منذ 24 ديسمبر 2012 بعد وفاة المرشد والزعيم الروحي للجماعة الشيخ عبد السلام ياسين، هو عضو بالاتحاد العالمي لعلماء المسلمين، عمل أستاذاً لمواد العلوم الإسلامية بمدينة وجدة. حوكم وسجن عدة مرات.

## حياته
أتم حفظ القرآن الكريم في سن لا تتجاوز الثانية عشرة من عمره بقراءة ورش. أنهى دراسته الثانوية سنة 1970 وتخصص في الدراسة الشرعية على الطريقة التقليدية لمدة خمس سنوات على يد شيوخ منهم الشيخ عبد الله بن الصديق، والشيخ عبد الله التليدي، والشيخ ابن عجيبة بمدينة طنجة. في سنة 1975 بدأ تدريس العلوم الشرعية في معهد الأوقاف بأزمور بمدينة الجديدة واستمر لمدة سنتين. التحق سنة 1977 بمعهد تكوين الأساتذة بمدينة آسفي حيث تخرج أستاذاً في مواد اللغة العربية.
سنة 1982 حصل على شهادة الإجازة من كلية أصول الفقه بمدينة تطوان. , عمل واعظاً وخطيباً منذ سنة 1974 في كثير من المساجد بمدن طنجة وآسفي وسطات ووجدة، التي يقيم بها، قبل أن يمنع من أداء هذا الواجب في السنوات الأخيرة. ويعد بيته قبلة للناس في مجال الفتوى الشرعية والتوجيه، ويعقد عدة مجالس أسبوعية يغشاها أبناء الأمة منها مجلس الحديث كل يوم جمعة.

## مسيرته

### مسيرته الدعوية
أستاذ محاضر في كثير من المدن والجامعات، كما ألقى دروساً ومحاضرات في مساجد ومؤتمرات خارج المغرب. عضو التجمع العالمي لعلماء المسلمين الذي يضم كبار العلماء من مختلف أقطار العالم. من كبار الدعاة العاملين إلى جانب عبد السلام ياسين، ومن المؤسسين لجماعة العدل والإحسان سنة 1981 وعضو مجلس إرشاد جماعة العدل والإحسان، والمسؤول القطري عن لجنة التربية في الجماعة.

### محاكماته
حوكم عدة مرات وسجن سنة 1990 لمدة سنتين مع أعضاء مجلس الإرشاد لجماعة العدل والإحسان، وتم توقيفه عن التدريس قبل أن يعود في السنوات الأخيرة. كما سجن أيضا سنة 2000 وحوكم بثلاثة أشهر موقوفة على إثر مشاركته في مظاهرة سلمية حقوقية. وحوكم أيضا بسنتين سجناً سنة 2003 بسبب استجواب صحافي له بإحدى الجرائد قبل أن تحكم محكمة الاستئناف ببراءته في مارس 2004.
في 22 فبراير 2007 تم في محكمة الاستئناف محاكمة محمد عبادي رفقة 3 أعضاء من العدل والإحسان. بتهمة كسر أختام في إشارة لبيته المشمع، الحكم الابتدائي سنة سجناً نافذة.
في 12 مارس 2007 قامت محكمة الاستئناف بمحاكمة عبادي بتهمة مخالفة بناء بيته للتصميم، الحكم الابتدائي غرامة مالية قدرها 2 ملايين سنتيم.
وفي 19 فبراير 2007 قامت محكمة الاستئناف، محاكمة الأستاذ عبادي رفقة 6 أعضاء من العدل والإحسان بتهمة تجمعات عمومية بدون ترخيص، الحكم الابتدائي غرامة مالية قدرها 28000 درهم. وفي 19 فبراير 2007 تم في محكمة الاستئناف محاكمته رفقة السيد لحسن أولوس بتهمة تجمعات عمومية بدون ترخيص، الحكم الابتدائي غرامة مالية قدرها 8000 درهم.

### رئاسة الجماعة
بعد وفاة عبد السلام ياسين في 13 ديسمبر 2012، تولى محمد عبادي قيادة جماعة العدل والإحسان مؤقتاً، وذلك وفقاً لقانون تنظيم الخلافة في منصب المرشد العام الذي يحدد مواصفات وشروط الخليفة المؤقت لمرشد الجماعة بعد حدث وفاته. التي تشترط أنه «بعد وفاة المرشد يحل محله مباشرة أكبر مجلس الإرشاد سنا لفترة شهرين، يجتمع فيها مجلس شورى الجماعة ليختار المرشد العام الجديد من بين أعضاء مجلس الإرشاد الخمسة عشر». انتخب في 24 ديسمبر 2012 أميناً عاماً للجماعة، حيث تقرر الاحتفاظ بلقب المرشد العام لمؤسس الجماعة عبد السلام ياسين.

## أرقام
- عدد مرات الاعتقال: أربع مرات في ظرف لا يتجاوز 20 يوما.
- عدد مرات اقتحام بيته: 3 مرات في ظرف لا يتجاوز 20 يوما.
- عدد المتابعات: يتابع الأستاذ محمد عبادي في 7 ملفات.
- عدد جلسات المحاكمات: 35 جلسة في مختلف المحاكم الابتدائية والاستئناف والإدارية.
- مجموع الغرامات المالية الصادرة في حقه: حوالي 18 مليون سنتيم.